# Declan Tingay
Declan Tingay (* 6. Februar 1999 in Los Angeles, Kalifornien, Vereinigte Staaten) ist ein US-amerikanisch-australischer Geher.

## Leben
Declan Tingay fing als Fünfjähriger mit der Leichtathletik an. Seit der Altersklasse U14 trainiert er das Gehen, nachdem er nur darin Potenzial für eine erfolgreiche Sportlerkarriere sah. Heute trainiert er sich hauptsächlich selbst. Er ist Absolvent des Wesley College in Perth und startet heute für den Leichtathletikclub der University of Western Australia, an der ein Studium der Sport- und Gesundheitswissenschaften aufnahm.

## Sportliche Laufbahn
2013 bestritt Tingay erstmals Wettkämpfe auf nationaler Ebene im Gehen. 2014 wurde er Australischer U16-Meister über 3000 Meter und gewann zudem Silber bei den U18-Meisterschaften über 5000 Meter. 2015 gewann er die Bronzemedaille über 10.000 Meter bei den Australischen U20-Meisterschaften, im Jahr darauf gewann er die Silbermedaille. Bis 2017 steigerte er sich über 10.000 Meter auf eine Bestzeit von 42:09,52 min. 2018 bestritt er seine ersten Wettkämpfe über die 20-km-Distanz. Im März wurde er Australischer U20-Meister und nahm anschließend an den U20-Weltmeisterschaften in Tampere teil. Dabei verbesserte er den nationalen U20-Rekord über 10.000 Meter auf 40:49,72 min, womit er als Vierter die Medaillenränge knapp verpasste. 2019 gewann Tingay die Silbermedaille bei den Ozeanienmeisterschaften in Townsville. Kurze Zeit später trat er bei der Universiade in Neapel an, wurde im Laufe des Wettkampfes allerdings disqualifiziert. 2021 gelang es ihm sich für die Olympischen Sommerspiele in Tokio, bei denen die Gehwettbewerbe in Sapporo ausgetragen wurden, zu qualifizieren. Tingay stellte bei den Spielen mit 1:24:00 h eine neue 20-km-Bestzeit auf und erreichte damit als 17. das Ziel.
2022 siegte Tingay im Februar bei den Ozeanischen Geher-Meisterschaften. Im Juli trat er zum ersten Mal bei den Weltmeisterschaften an und landete bei seinem WM-Debüt auf dem 17. Platz. Ein Jahr später trat er wieder über 20 km bei den nächsten Weltmeisterschaften in Budapest an. Dabei stellte er eine neue Bestzeit auf und kam als Achter ins Ziel.

## Wichtige Wettbewerbe
| Jahr                   | Veranstaltung           | Ort                    | Platz                  | Disziplin              | Weite                  |
| Startet für Australien | Startet für Australien  | Startet für Australien | Startet für Australien | Startet für Australien | Startet für Australien |
| ---------------------- | ----------------------- | ---------------------- | ---------------------- | ---------------------- | ---------------------- |
| 2018                   | U20-Weltmeisterschaften | Tampere                | 4.                     | 10.000 m Bahngehen     | 40:49,72 min           |
| 2019                   | Ozeanienmeisterschaften | Townsville             | 2.                     | 10.000 m Bahngehen     | 44:42,44 min           |
| 2019                   | Universiade             | Neapel                 |                        | 20 km Gehen            | DSQ                    |
| 2021                   | Olympische Sommerspiele | Tokio                  | 17.                    | 20 km Gehen            | 1:24:00 h              |
| 2022                   | Weltmeisterschaften     | Eugene                 | 17.                    | 20 km Gehen            | 1:23:28 h              |
| 2023                   | Weltmeisterschaften     | Budapest               | 8.                     | 20 km Gehen            | 1:18:30 h              |

## Persönliche Bestleistungen
Freiluft
- 5000-m-Bahngehen: 18:12,52 min, 5. März 2023, Melbourne, (australischer Rekord)
- 10.000-m-Bahngehen: 38:03,78 min, 2. Februar 2023, Canberra, (australischer Rekord)
- 10-km-Gehen: 40:26 min, 16. Mai 2022, Madrid
- 20-km-Gehen: 1:18:30 h, 19. August 2023, Budapest